# Super Dash Bunko
Super Dash Bunko (スーパーダッシュ文庫 Sūpā Dasshu Bunko?) fue un sello editorial de Shūeisha establecido el 14 de julio del 2000 para la publicación de novelas ligeras dirigidas a adolescentes. En abril de 2001, la etiqueta heredó una sólida alineación de la etiqueta discontinuada "Super Fantasy Bunko", además de heredar todas las series de novelas ligeras que publicaba. La etiqueta también administraba el Premio "Super Dash Novel Rookie of the Year Award", otorgado desde 2001. La disolución del sello editorial se dio el 24 de octubre de 2014, dando paso a la etiqueta Dash X Bunko, la cual comenzó operaciones el 21 de noviembre de 2014.
Las series de novelas originales lanzadas bajo la etiqueta incluyen "Read or Die" escrito por Hideyuki Kurata, "Happy 7 ~The TV Manga~" escrito por Hiroyuki Kawasaki, Ginban Kaleidoscope escrito por Rei Kaibara, "Kure-nai" escrito por Kentarō Katayama y "Akikan!" escrito por Riku Ranjō.

## Historia breve
Super Fantasy Bunko (スーパーファンタジー文庫 Sūpā Fantajī Bunko?) fue un sello editorial de Shūeisha desde marzo de 1991 hasta abril de 2001 que publicó novelas ligeras de fantasía. Reflejando el apogeo de la era de los videojuegos de rol, desde el principio su alineación principal eran obras originales ambientadas en mundos de fantasía de espada y brujería. Desde mediados del último período de la imprenta, comenzaron a publicar fantasías, ciencia ficción y misterios al estilo japonés. A algunos títulos como "Kujaku Ō" y "Princess Minerva", Super Fantasy novelizó manga, anime y juegos de computadora.
En contraste con su sello central de fantasía, establecieron Super Dash Bunko en julio de 2000 para publicar la vida escolar y series de novelas ligeras de comedia. Sin embargo, en abril de 2001, la etiqueta Super Fantasy fue absorbida por la etiqueta Super Dash debido a las dificultades para mantener ambas etiquetas separadas. Series originales como Psychedelic Rescue (サイケデリック・レスキュー Saikederikku Reskyū?)  y su secuela D/d Rescue (D/dレスキュー?) , ambas de Riki Ichijō, continuaron bajo la nueva etiqueta combinada. 
En noviembre de 2014, Shūeisha lanzó una nueva etiqueta, Dash X Bunko, como reemplazo de la etiqueta Super Dash Bunko.
Desde el 2001, la etiqueta ha administrado el "Super Dash Novel Rookie of the Year Award", otorgado a la mejor nueva novela ligera del año. En 2007, Super Dash estableció la imprenta Elite Novels (菁英文庫?) en cooperación con Chingwin Publishing Group en Taiwán para facilitar publicación de sus trabajos en Taiwán.

### Lista seleccionada de lanzamientos de Super Fantasy
Algunas series con al menos 2 volúmenes se incluyen a continuación. 
- Arc the Lad novelización por Sakuramaru Yamada
- Bakuen Kyanpasu Gādoresu por Satoru Akahori
- Kujaku Ō: Mareiroku por Shō Aikawa
- Ore-tachi no Kogane Densetsu: Dansu & Gorudo por Oji Hiroi
- Outlaw Star por Katsuhiko Chiba
- Princess Minerva por Kō Maisaka